# 費爾維尤 (阿肯色州奇科特縣)
費爾維尤（英語：Fairview）是位於美國阿肯色州奇科特縣的一個非建制地區。該地的面積和人口皆未知。

## 地理
費爾維尤的座標為33°17′01″N 91°15′38″W / 33.28361°N 91.26056°W，而該地的平均海拔高度為38米（即125英尺）。